# Ain’t Got No Home (Woody-Guthrie-Lied)
Ain’t Got No Home oder I Ain’t Got No Home in This World Anymore ist ein Lied von Woody Guthrie, das im Album Dust Bowl Ballads veröffentlicht wurde, in dem der Sänger die Schwierigkeiten beklagt, die ihm das Leben bereitet.

## Hintergrund
Es basierte auf einem Gospelsong, den Guthrie bei seinen Besuchen in den Migrantenlagern hörte, die verschiedentlich als Can’t Feel at Home oder I Don’t Feel at Home in This World Anymore bekannt waren und von der Carter Family populär gemacht worden waren im Jahr 1931.
Guthrie schrieb seine Version des Liedes als Antwort auf diese Version, um den „ungelinderten Zorn“ der Dust-Bowl-Flüchtlinge effektiver zu zeigen. Er war empört über die Botschaft des Liedes und die Auswirkungen, die es auf die Migranten hatte, und forderte sie auf, zu warten und sanftmütig zu sein. Es sagte ihnen, sie sollten die Hütten, den Hunger und die Krankheit akzeptieren und sich nicht wehren. Die Version parodiert das fundamentalistische religiöse Gefühl des Originalsongs, dass die Armen das Leiden in dieser Welt für Belohnungen im Jenseits akzeptieren sollten.
Eine unveröffentlichte Variante des Songs protestiert gegen die Segregation im Apartmentkomplex Beach Haven von Fred Trump, dem Vater des ehemaligen US-Präsidenten Donald Trump, in dem er von 1950 bis 1952 wohnte.

## Aufnahmen
Guthries Freund Cisco Houston nahm das Lied 1960 für sein Album Cisco Houston Sings Songs of the Open Road auf.
Bruce Springsteen nahm den Song für Folkways: A Vision Shared auf, ein 1988 erschienenes Kompendium von Songaufnahmen, die von Guthrie und Leadbelly geschrieben wurden.
Der britische Folkmusiker Billy Bragg hat den Song für sein Album Tooth & Nail aus dem Jahr 2013 gecovert.